# حديقة الله (فلم 1936)
حديقة الله (بالإنجليزية: The Garden of Allah) فيلم دراما رومانسي أمريكي تم تصويره في صحاري كاليفورنيا وأريزونا، من إخراج ريتشارد بوليسلاوسكي، وبطولة مارلين ديتريش وتشارلز بوير وبازل راثبون وقصة الفيلم مقتبسة عن رواية تحمل ذات الأسم.

## روابط خارجية
- مقالات تستعمل روابط فنية بلا صلة مع ويكي بيانات